# توريسانداينو
بلدية توريسانداينو (بالإسبانية: Torresandino)‏, هي إحدى بلديات مقاطعة برغش, التي تقع في منطقة قشتالة وليون, والتي تقع في شمال غرب إسبانيا.
يبلغ عدد سكانها 822 نسمة وفقاً لإحصائية سنة (2002).